# 1830年逝世人物列表
下面是1830年逝世的知名人士列表。
1830年逝世人物列表：1月 - 2月 - 3月 - 4月 - 5月 - 6月 - 7月 - 8月 - 9月 - 10月 - 11月 - 12月

## 1-6月

### 1月7日
- 湯瑪斯·勞倫斯，英國畫家
- 約翰·湯瑪斯·坎貝爾，澳大利亞公務員和政治家
- 西班牙的卡洛塔·若阿金娜，葡萄牙王后

### 1月19日
- 約翰·施維格沃，德國古典學者

### 1月25日
- 貝尼托·德·索托，加利西亞海盜，被處決

### 1月26日
- 菲利波·卡斯塔尼亞，馬爾他政治家[1]

### 2月2日
- 馬諾埃爾·達·科斯塔·阿塔伊德，巴西畫家

### 2月22日
- 威廉·巴傑，造船大師

### 2月23日
- 讓-皮埃爾·諾布林·德·拉古爾丹，法國出生的波蘭畫家

### 3月2日
- 塞缪尔·托马斯·冯·索莫林，德國醫生、解剖學家、人類學家、古生物學家和發明家

### 3月7日
- 雅克·維勒雷，路易士安那州第一任克里奧爾州長

### 3月11日
- 热拉尔·德·拉利-托伦达尔，法國貴族和政治家。

### 3月16日
- 羅伯特·法誇爾，英國商人、殖民地總督和政治家

### 3月17日
- 洛朗·古维翁-圣西尔，法國軍人

### 3月28日
- 斯蒂芬·埃利奥特，美國植物學家

### 4月14日
- 埃裡克·克爾斯汀·科爾斯塔德，挪威女演員

### 5月16日
- 约瑟夫·傅里叶，法國數學家、物理學家

### 6月1日
- 斯瓦米纳拉扬派，印度瑜伽士，斯瓦米納拉揚印度教的核心人物

### 6月4日
- 安東尼奧·何塞·德·蘇克雷，19世紀南美洲獨立領袖、將軍和政治家

### 6月26日
- 喬治四世，英國國王

## 7-12月

### 8月6日
- 大衛·沃克，非裔美國廢奴主義者

### 8月7日
- 阿列克谢·梅兹利亚科夫，俄國詩人、批評家、翻譯家、教授。

### 8月24日
- 路易士·皮埃爾·維約，法國鳥類學家

### 8月30日
- 路易六世·亨利·德·波旁-孔代，最後一代波旁-孔代家族出身的孔代親王（1818年-1830年）。

### 9月15日
- 威廉·赫斯基森，英國政客

### 9月18日
- 威廉·赫茲利特，英國散文家、戲劇和文學評論家、畫家、社會評論家和哲學家

### 9月19日
- 加布里埃尔·斯劳特，第七任肯塔基州州長，在任州長去世後第一個替補登上該職位的人。

### 9月23日
- 愛麗絲·花露，英國教師、詩人和讚美詩作家
- 伊丽莎白·门罗，美國第一夫人

### 10月3日
- 夏尔-弗朗索瓦·勒布伦，法國政治人物
- 罗贝尔·勒菲弗，法國畫家

### 10月4日
- 路德維希·約克·馮·瓦騰堡，普魯士軍事領袖

### 10月5日
- 迪尼庫·戈萊斯庫，羅馬尼亞作家

### 10月11日
- 何塞·德拉瑪律，軍事領袖，秘魯總統[2]

### 10月31日
- 佩塔爾一世彼得羅維奇-涅戈什，黑山統治者

### 11月8日
- 弗朗切斯科一世，兩西西里王國第二任國王

### 11月18日
- 亞當·魏斯豪普特，德國哲學家

### 11月30日
- 庇護八世，義大利教皇

### 12月6日
- 第一代亨利男爵莫頓·伊登，英國外交官

### 12月8日
- 邦雅曼·康斯坦，瑞士作家

### 12月17日
- 西蒙·玻利瓦尔，委內瑞拉革命領袖、政治家